# Medula espinhal

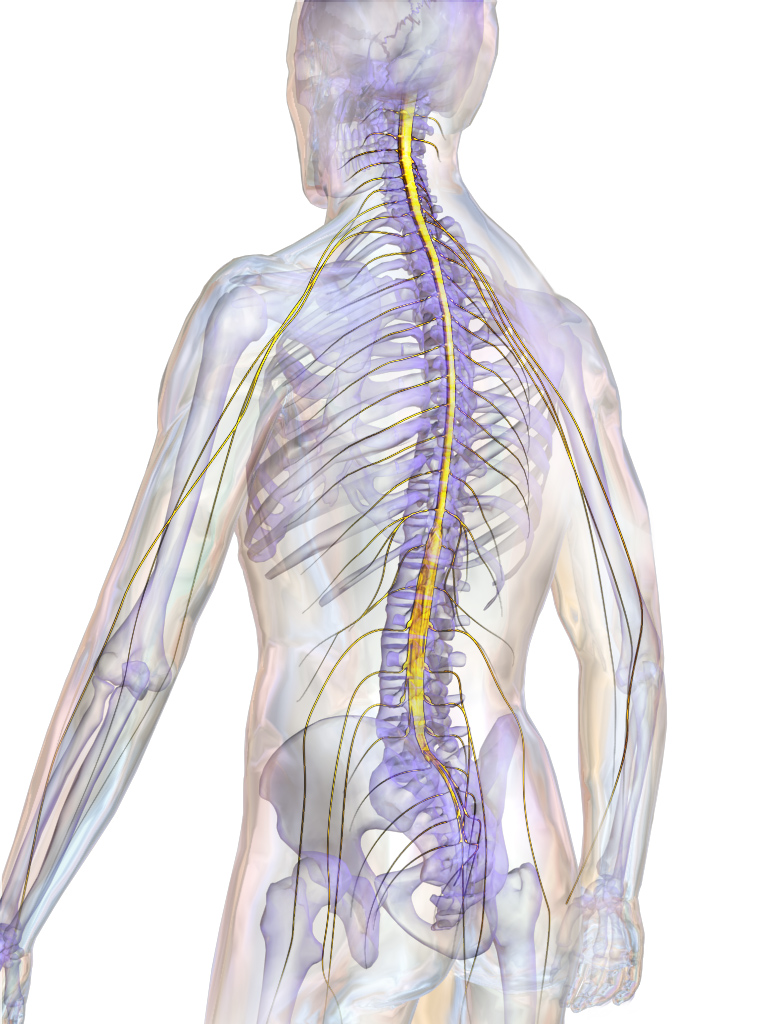
A medula espinhal mostrada em amarelo se estende pela maior parte do comprimento da coluna vertebral para conectar o cérebro aos nervos periféricos.

A medula espinal, ou medula espinhal é a porção alongada do sistema nervoso central, é a continuação do bulbo, que se aloja no interior da coluna vertebral em seu canal vertebral, ao longo do seu eixo craniocaudal. Ela se inicia na junção do crânio com a primeira vértebra cervical e termina na altura entre a primeira e segunda vértebra lombar no adulto, atingindo entre 44 e 46 cm de comprimento, possuindo duas intumescências, uma cervical e outra lombar. Na anatomia dos seres humanos, em pessoas do grupo humano de origem caucasoide a medula espinhal termina entre a primeira e segunda vértebra lombar, enquanto que em pessoas de origem negroide ela termina um pouco mais abaixo, entre a segunda e a terceira vértebra lombar.
Na medula espinhal residem todos os neurónios motores que enervam os músculos e também os eferentes . Recebe também toda a sensibilidade do corpo e alguma da cabeça e atua no processamento inicial da informação de todos estes impulsos (neurónios sensitivos).

## Embriologia e relações anatómicas
A medula espinhal atinge o seu tamanho adulto antes de o canal vertebral o atingir, deste modo até ao terceiro mês de vida fetal (embriologia do sistema nervoso), ambos apresentam aproximadamente a mesma taxa de crescimento, apresentando-se a medula a preencher todo o canal vertebral. Após este período, o corpo e consequentemente a coluna vertebral, crescem a um ritmo bem mais acelerado que a medula de modo a que na altura do nascimento a medula se encontra ao nível de L3. O crescimento diferencial continua após o nascimento, embora com um intervalo menor de forma a que na idade adulta a medula espinhal ocupa no canal vertebral a posição ao nível de L1/ L2. Por outro lado, os nervos raquidianos continuam a abandonar os espaços intervertebrais inicialmente correspondentes, o que implica um crescimento destes nervos e verificando também que os gânglios dorsais raquidianos continuam ao nível dos respectivos buracos intervertebrais. De cervical para sacral, as raízes dorsais e ventrais tornam-se progressivamente maiores uma vez que se encontram cada vez mais afastados do seu local de saída do canal vertebral.
Uma outra estrutura surge como consequência deste crescimento diferencial – a cisterna lombar – que é um fundo de saco dural, após a terminação da medula espinhal que começa de L1/L2 até S2, local onde primariamente se localizava a medula espinhal. Esta cisterna está preenchida com a colecção de raízes dorsais e ventrais que descem da medula para formarem os nervos raquidianos a sair ao nível correspondente inicial e que no seu conjuntos e designam de cauda equina. Como esta cisterna é consequência de um espaço entre medula espinhal e dura-máter, este local é propício à acumulação de líquido cefalorraquidiano, sendo muito frequentemente utilizado para análise e diagnóstico de certas doenças através de punção com risco de lesões mínimas – punção lombar.
A suspensão da medula no canal vertebral faz-se ao longo de todo o seu comprimento através dos ligamentos denteados – extensões da pia-aracnoide sobre a dura-máter – e do filum terminal – localizado na terminação caudal da medula e que se estende para se ancorar no final do saco dural na dura-máter e que é uma extensão da pia-máter que recobre o saco medular. Este filum terminal é constituído por duas partes – o filum terminal interno com aproximadamente 15cm (até L2) e o filum terminal externo com 5 cm, que se fixa à primeira vértebra coccígea.

## Vascularização
A medula espinal é vascularizada por três artérias principais: a artéria espinal anterior e o par de artérias espinais posteriores. Estas artérias recebem conexões das artérias medulares segmentares anteriores e posteriores. Dependendo do nível medular, esses ramos podem-se originar das artérias vertebrais, cervicais ascendentes ou profundas, intercostais posteriores, lombares ou sacrais laterais.
A medula espinhal é, essencialmente, irrigada por ramos de três artérias: a artéria subclávia (segmentos C1 a D2), a artéria aorta (segmentos D3 a L1) e a artéria ilíaca interna (segmentos L1 a S5). Essencialmente, a vascularização é assegurada por dois sistemas: um vertical e um horizontal.
O sistema vertical é formado pelas artérias espinhais, que são ramos da artéria vertebral:
- Artéria espinhal anterior: única e percorre o sulco mediano anterior. Irriga os dois terços anteriores da medula;
- Artérias espinhais posteriores: são duas e percorrem os sulcos laterais posteriores. Irrigam o terço posterior da medula.

O sistema horizontal é formado pelas artérias radiculares, ramos, essencialmente, das artérias vertebrais, cervical ascendente, intercostais e lombares. As artérias radiculares dividem-se num ramo anterior e num posterior, acompanhando, respectivamente, as raízes anteriores e posteriores dos nervos raquidianos. Contudo, só algumas destas artérias é que vão contribuir, de facto, para a vascularização da medula, as artérias raquimedulares.
Por segmento, a distribuição das artérias raquimedulares anteriores é a seguinte:
- Medula cervical: 1 a 2 artérias;
- Medula dorsal: 1 a 2 artérias;
- Medula lombo-sacral: 1 a 3 artérias, sendo uma delas a artéria radicular magna de Adamkiewicz, que, normalmente, emerge do lado esquerdo entre D9 e D12 e responsável pela irrigação da metade inferior da medula.

Posteriormente, podem existir entre 10 a 20 artérias raquimedulares.
A drenagem venosa é feita, também, por dois sistemas:
- Vertical: constituído por uma veia espinhal anterior e uma veia espinhal posterior, que percorrem os sulcos medianos anterior e posterior, respectivamente;
- Horizontal: constituído pelas veias radiculares anteriores e posteriores, que drenam nas veias intercostais, veias vertebrais e no sistema das veias ázigos.

É de notar a existência de plexos venosos intra e extrarraquidianos (dentro e fora do canal vertebral) que se anastomosam entre si e com as veias dos sistemas vertical e horizontal.

## Meninges
Tal como no restante Sistema Nervoso Central, a medula espinhal vai apresentar três meninges: a dura-máter (mais exterior), a aracnoide e a pia-máter (mais interior). Estas meninges vão limitar entre si determinados espaços:
- Espaço epidural: entre o periósteo do canal vertebral e a dura-máter. Contém tecido adiposo e plexos venosos;
- Espaço subdural: entre a dura-máter e a aracnoide. Ao nível da medula espinhal é um espaço praticamente virtual, devido à elevada aderência entre a dura-máter e a aracnoide;
- Espaço subaracnóideo: entre a aracnoide e a pia-máter. Contém líquido cefalorraquidiano (LCR).

A dura-máter espinhal é contínua com a dura-máter craniana e termina aproximadamente ao nível da segunda vértebra sacral (S2) em fundo-de-saco (saco dural). Para além disto, emite prolongamentos que vão embainhar as raízes dos nervos raquidianos.
A aracnoide possui várias trabéculas, que permitem fixar-se à pia-máter.
A pia-máter vai envolver a medula espinhal directamente até ao cone medular (entre a primeira e segunda vértebras lombares). A partir deste ponto, emite um filamento, que se designa filamento terminal. Este, ao chegar ao fundo-de-saco dural, vai perfurá-lo, recebendo alguns prolongamentos da dura-máter, designando-se filamento da dura-máter espinhal. Este, continua a dirigir-se para baixo, inserindo-se no cóccix, denominando-se, a este ponto, ligamento coccígeo. Para além disto, a pia-máter emite prolongamentos horizontais, os ligamentos dentados, que se inserem nas outras duas meninges.
O facto de a medula espinhal terminar ao nível de L1/L2 e o saco dural e aracnoide terminarem ao nível de S2 faz com que entre estas duas vértebras o espaço subaracnóideo seja bastante maior a este nível. Assim, é possível aceder com maior segurança a este espaço, sem risco de lesar a medula, uma vez que, a este nível, apenas se encontra a cauda equina. Este espaço é importante, uma vez que pode ser utilizado para a administração de fármacos, injecção de contraste, colheita de LCR, entre outras aplicações.

## Forma e divisão

Tratos ascendentes (em azul) e descendentes (em vermelho) da substância branca.

A medula espinhal tem a forma de um cordão arredondado, que é percorrido por sulcos longitudinais. É achatada e apresentando duas dilatações, ou intumescências, a dilatação (intumescência) cervical (situada na região cervical) e a dilatação (intumescência) lombar (inferior, ocupa a região lombar). Pode ser dividida em 6 porções: porção cervical superior, dilatação cervical, porção dorsal, dilatação lombar, cone terminal e filamento terminal. Faz extremidade com o bulbo na porção superior, e com a vértebra lombar na porção inferior.
A porção da medula espinhal que dá origem a um nervo espinhal constitui um segmento e é neste sentido que se diz que a medula é segmentada. Existem 31 segmentos – 8 cervicais, 12 torácicos, 5 lombares, 5 sacrais e 1 coccígeo. No entanto esta segmentação não é visível, apresentando-se toda a estrutura como um contínuo longitudinal com dois alargamentos (intumescência cervical e intumescência lumbossagrada) e uma terminação caudal (cone medular). Estes dois alargamentos existem devido ao maior número de neurónios e fibras que enervam os membros superiores e inferiores respectivamente nessas zonas:
- Intumescência cervical – C5 a T1 da medula espinhal;
- Intumescência lombossacral – L2 a S3 da medula espinhal.

A médula espinhal se inicia no buraco magno e termina na segunda vértebra lombar.

### Cortes transversais
Em corte transversal a medula espinhal consiste numa massa cinzenta interna em forma de H, com aspecto de borboleta e que é rodeada por massa branca. A massa cinzenta pode ser divisível em cornos e a massa branca em funículos ou colunas.
A medula espinhal apresenta uma fissura mediana anterior, que se estende quase até ao centro; um sulco mediano posterior, menos visível mas que se continua com um septo glial estende-se até ao canal central rodeando-o. Desta forma, devido à existência destas estruturas, quer anteriores quer posteriores a medula é divisível em metades direita e esquerda que apenas comunicam por um pequeno espaço junto ao canal central que são as comissuras cinzentas anterior e posterior e logo junto a estas as comissuras brancas anterior e posterior respectivamente.
Para além destas estruturas existem também os já referidos sulcos anterolateral e posterolateral que permitem dividir cada metade direita e esquerda em três fascículos ou colunas no que diz respeito à matéria branca:
- Fascículo/coluna anterior – entre a fissura mediana anterior e o sulco anterolateral;
- Fascículo/coluna lateral – entre os sulcos anterolateral e posterolateral;
- Fascículo/coluna posterior' – entre os sulcos posterolateral e mediano posterior.

Se não se considerar a existência do sulco anterolateral, passa-se a designar os fascículos anterior e lateral como fascículo anterolateral.
Relativamente à coluna posterior em regiões cervicais e torácicas elevadas existe um sulco intermédio posterior – este sulco estende-se através de um septo glial que divide a coluna posterior em dois (divide os feixes gracilis e cuneiforme).
Relativamente à substância cinzenta é importante referir a existência de um corno posterior (cauda da vírgula) essencialmente sensitivo e de um corno anterior (cabeça da vírgula) essencialmente motor. Ao nível torácico entre T1 e L3 existe ainda um corno intermédio com funções essencialmente autónomas.
A medula espinhal está envolvida no processamento sensitivo, motor e reflexos. As fibras aferentes entram na medula via gânglios dorsais raquidianos e depois terminam na sua maioria no lado ipisilaterlal da mesma. Elas podem alcançar o seu local de sinapse nos neurónios da matéria cinzenta ipsilaterais ou ascender directamente sem cruzar até atingir o núcleo respectivo no bolbo raquidiano. Ao fazerem-no, os neurónios secundários por sua vez vão transportar o sinal através de uma via específica até às estruturas mais ascendentes.
É importante perceber que cada neurónio primário aferente dá origem a diversos estímulos que podem entrar em diferentes vias, pois podem sinaptizar com diversos ramos de outros neurónios.
Relativamente aos neurónios motores que enervam o músculo esquelético, estes estão localizados nos cornos anteriores e os neurónios autónomos pré ganglionares estão localizados nos cornos intermédios. Os axónios de ambos estes neurónios abandonam a medula através das raízes ventrais e a sua actividade é regulada por circuitos reflexos e por vias descendentes cujas fibras se localizam na substância branca.
Certos estímulos aferentes causam consequências motoras estereotipadas e não voluntárias designadas de reflexos. Muitos destes circuitos que provocam reflexos estão contidos apenas na medula espinhal.
A substância cinzenta da medula espinhal está especializada regionalmente de tal forma que o corno posterior contém neurónios sensitivos, interneurónios e neurónios de projecção; o corno anterior contém neurónios motores; e o corno intermédio contém neurónios autónomos pré-ganglionares.

#### Corno posterior
Relativamente ao corno posterior este contém essencialmente interneurónios cujos prolongamentos se confinam à medula e neurónios de projecção cujos prolongamentos permitem a existência de via ascendentes sensitivas. Esta área de matéria cinzenta apresenta uma cabeça, colo e corpo e a sua cabeça apresenta a lâmina terminal, a substância gelatinosa e o núcleo central. A substância gelatinosa apresenta-se junto à lâmina terminal, como que a proteger todo o resto do corno e apresenta fibras pouco mielinizadas e até mesmo não mielinizadas no caso das fibras sensitivas que transmitem as informações extroceptivas de dor e temperatura.
Entre a substância gelatinosa e a superficial da medula existe uma área na substância branca menos mielinizada do que o resto da massa branca designada de tracto dorsolateral ou de Lissauer que estabelece relações íntimas com a substância gelatinosa.

#### Corno anterior
O corpo do corno anterior consiste principalmente em interneurónios e neurónios de projecção que transmitem a informação somática e visceral sensitiva, suplementando as funções do corno intermédio.
O corno anterior contém os corpos celulares dos neurónios motores que enervam os músculos esqueléticos. Estes neurónios são designados de neurónios motores alfa, adelta ou neurónios motores baixos e são a única forma pela qual o sistema nervoso pode controlar os movimentos musculares interfusários quer voluntariamente quer involuntariamente. Os neurónios motores alfa estão normalmente orientados longitudinalmente e cada grupo enerva um músculo individual. Em corte transversal apresentam-se organizados em clusters, separados uns dos outros por áreas com interneurónios. Estes clusters organizam-se em: medial para os músculos axiais, intermédio para os músculos das cinturas e lateral (principalmente nas intumescências) para os membros – esta referência é normalmente feita à lâmina IX.
Outro tipo de neurónios são os neurónios motores gama, dispersos entre os alfa. Estes enervam os músculos intrafusários sendo também referidos como neurónios fusimotores.
Duas colunas identificáveis no corno anterior são o núcleo espinhal acessório que vai de C5 até à terminação rostral da medula e os axónios que emergem deste núcleo formarão o nervo acessório e o núcleo frénico que contém os neurónios motores que irão enervar o diafragma e está localizado na porção intermédia da lâmina IX no corno anterior nos segmentos de C3 a C5.

#### Corno intermédio
O corno intermédio contém os corpos celulares dos neurónios pré-ganglionares autónomos. Em adição, em alguns níveis este apresenta um núcleo de grande importância designado de núcleo torácico ou de Clarke. Este corno está situado entre T1 e L3 e pode-se dividir desta forma em coluna intermediolateral, intermediomedial e núcleo torácico. As células nervosas localizadas entre S2 e S4 correspondem ao núcleo sagrado parassimpático mas não formam um corno lateral distinto.
O núcleo torácico é rodeado por um conjunto de células grandes e está localizado na superfície posterior do corno de T1 a L2. É muito importante para a transmissão da informação ao cerebelo (proprioceptica inconsciente) e desempenha também um papel na transmissão da informação para o tálamo(fibras que vão para o núcleo Z).

#### Organização em Lâminas (porRexed)
Forma de subdivisão da matéria cinzenta:
- Lâmina I – Placa marginal
- Lâmina II e Lâmina III – substância gelatinosa
- Lamina III e Lamina IV – núcleo central
- Lâmina V – Colo do corno posterior (Substância reticular)
- Lâmina VI – Corpo do corno posterior
- Lâmina VII – corno intermédio
- Lâmina VIII – corno anterior
- Lamina IX – corno anterior (divisível em parte medial, intermédia e lateral para musculaturas axiais, cinturas e membros respectivamente)
- Lâmina X – Junto ao canal central, composto pelas comissuras cinzentas anterior e posterior e pelas células que envolvem o canal central.

Aferentes extroceptivos – I, II, III e IV
Aferentes proprioceptivos – V e VI
Lâminas I a IV correspondem à cabeça do corno posterior
A grande maioria dos neurónios primários aferentes sinaptiza nas lâminas I,IV e V, sendo as fibras II e III essencialmente modeladoras.

## Vias ascendentes e descendentes
Apresentam-se em localizações definidas na medula espinhal.
As fibras nervosas na substância branca pode ser de cinco tipos:
1. Fibras ascendentes longas, que se projectam para o tálamo, cerebelo e núcleos do tronco cerebral.
2. Fibras descendentes do córtex cerebral ou de núcleos do tronco cerebral para a matéria cinzenta da medula espinhal.
3. Fibras inter e intrassegmentares – que são proprioespinhais e que interconectam vários níveis da medula espinhal, como as fibras responsáveis pela coordenação e reflexos de flexão. Estas fibras normalmente localizam-se perto na matéria cinzenta, rodeando-a – o tracto correspondente é designado tracto proprioespinhal ou fascículo próprio.
4. Fibras aferentes.
5. Fibras eferentes.

Os tractos ou vias não são estruturas completamente definidas e capazes de exercer apenas uma função. Na verdade existe uma certa plasticidade de certos tractos desempenharem outras funções, tal como, nem todos os neurónios responsáveis por estas se localizam unicamente nos tractos descritos.
É também importante referir que a maioria das vias quer motoras quer sensitivas são somatotópicas, ou seja, as porções do corpo estão representadas numa região específica dos feixes medulares.

## Vias aferentes
Vias aferentes:
- Conscientes proprioceptivas:
  - Coluna posterior.
- Inconscientes proprioceptivas:
  - Tracto espinhocerebelar

- Espinhocerebelar posterior;
- Espinhocerebelar anterior;
- Cuneocerebelar;

- Extroceptivas:
  - Tracto espinhotalâmico
  - Espinhotalâmico lateral.
  - Espinhotalâmico anterior
  - Espinhocervicotalâmico
  - Espinhotalâmico dorsolateral
  - Tracto espinhorreticular
  - Tracto espinhomesencefálico
  - Tracto espinho-hipotalâmico

### Coluna posterior
O termo coluna posterior refere-se a todo o fascículo posterior localizado na medula espinhal e é responsável pelo encaminhamento das sensações proprioceptivas conscientes ao córtex cerebral.
Esta coluna consiste principalmente em aferentes primários ascendentes e mielinizados e é considerada tradicionalmente como a forma como a sensibilidade cutânea, articular e muscular atinge o córtex cerebral por excelência.
As fibras dos aferentes primários da medula espinhal têm o seu corpo celular no gânglio dorsal raquidiano e cada radícula que entra na medula pode atingi-la através de uma divisão medial e de uma divisão lateral.
- Divisão medial contém fibras de maior diâmetro, mielinizadas;
- Divisão lateral contém fibras de pequeno diâmetro e não mielinizadas.

As fibras da divisão medial entram para a coluna posterior e a grande maioria dá origem a colaterais que atingem as lâminas da matéria cinzenta da medula e terminam ou no nível espinhal em que entram, ou noutro acima.
Caudalmente a T6, a coluna posterior apenas contém o núcleo gracilis e rostralmente a este nível vertebral, as fibras sinaptizam num outro núcleo mais lateral, o núcleo cuneado. O primeiro núcleo assinalado recebe os aferentes do membro inferior e estruturas de baixo nível torácico e o segundo núcleo assinalado recebe os aferentes do nível torácico superior e membros. Estes dois núcleos estão separados parcialmente a partir de T6 por um septo glial – o septo intermédio posterior.
As fibras atingem então a substância cinzenta das lâminas III, IV e V ou no núcleo de Clarke onde sinaptizam com os neurónios aferentes secundários cujas fibras ascendem nos feixes gracilis ou cuneado da medula até ao tronco cerebral onde atingem os núcleos com o mesmo nome, na porção caudal do bolbo raquidiano. Estas fibras entram no lemnisco medial no tronco cerebral onde cruzam e continuam para terminar no tálamo, especificamente no núcleo ventral posterolateral (VPL) onde sinaptizam com os neurónios de terceira ordem.
Estes, por sua vez,  ascendem através da cápsula interna e sinaptizam no córtex, principalmente no giro pós-central, que corresponde ao córtex somatossensitivo primário.
É importante referir que para além da informação proprioceptiva consciente, a coluna posterior é responsável também pelo transporte da informação extroceptiva – do tacto fino e do tacto discriminativo.
De forma resumida:
Gânglio dorsal raquidiano (neurónios de 1ª ordem)» Divisão medial das raízes dorsais (neurónios de 1ª ordem) » Laminas III, IV e V da matéria cinzenta (neurónios de 1ª ordem sinaptizam com neurónios de 2ª ordem)» Coluna posterior (Núcleo gracilis ou cuneado) (neurónios de 2ª ordem)» Núcleo gracilis ou cuneado do bolbo raquidiano (neurónios de 2ª ordem) » Lemnisco medial do tronco cerebral – fibras cruzam (neurónios de 2ª ordem)» Núcleo ventral posterolateral do tálamo (neurónios de 2ª ordem sinaptizam com neurónios de 3ª ordem)» Córtex somatossensitivo primário (neurónios de 3ªordem).

### Tractos Espinhocerebelares
A medula espinhal é uma fonte importante de informação usada pelo cerebelo na coordenação do movimento e outras funções proprioceptivas inconscientes. Esta informação atinge o córtex cerebelar e os núcleos cerebelares ou directamente através dos tractos espinhocerebelares, ou indirectamente através de uma via que passa pelos núcleos do tronco cerebral (tracto espinho-olivar).

#### Espinocerebelar Posterior
As fibras colaterais à coluna posterior transmitem a informação proprioceptiva inconsciente e informação do tacto e da pressão e entram na medula espinhal pela raiz posterior para depois sinaptizarem na matéria cinzenta, mais precisamente, no núcleo torácico ou de Clarke. Os neurónios de segunda ordem enviam depois os seus axónios para a coluna lateral do mesmo lado, formando o tracto espinhocerebelar posterior.
Este tracto está localizado na medula espinhal desde a entrada da raiz dorsal na medula até à zona do ligamento denteado e as suas fibras projectam-se ipsilateralmente, passando através do pedúnculo cerebelar inferior, para as zonas mediais do cerebelo (vermis e áreas adjacentes).
Como o núcleo de Clarke não existe caudalmente a L2, e por isso, nem o tracto espinhocerebelar posterior, as fibras que transmitem a informação propriocetiva inconsciente são integradas no núcleo gracilis e ao atingirem o nível de L2 incorporam-se no núcleo de Clarke.
Deste modo, a origem das suas fibras é de T1 a L2, correspondente ao núcleo de Clarke; representam o tronco e extremidades inferiores; os seus inputs são mecanorreceptores nos músculos, articulações e pele; as suas fibras não cruzam.
De forma resumida:
Gânglio dorsal raquidiano (neurónios de 1ª ordem) » Núcleo de Clarke matéria cinzenta (neurónios de 1ª ordem sinaptizam com neurónios de 2ª ordem)» Fibras passam para a coluna lateral constituindo o tracto espinhocerebelar posterior (neurónios de 2ª ordem)» Fibras ascendem até parte caudal da protuberância  (neurónios de 2ª ordem) » Pedunculo cerebelar inferior (neurónios de 2ª ordem)» Vermis e áreas adjacentes do cerebelo (neurónios de 2ª ordem sinaptizam com neurónios de 3ªordem)

#### Tracto cuneocerebelar
Como o núcleo torácico não está presente na medula a partir do nível rostralmente a T1, as fibras que transmitem a informação proprioceptiva inconsciente vão-se incorporar no núcleo cuneado da medula e ascender para terminar no núcleo cuneado externo ou lateral no bolbo raquidiano que desempenha as mesmas funções que o núcleo de Clarke. Este núcleo tal como o nome indica está justaposto ao núcleo cuneado.
Os axónios destes neurónios projectam-se também ipsilateralmente para o vermis e áreas adjacentes, passando para tal pelo pedúnculo cerebeloso inferior.
A origem das fibras do cuneocerebelar é então no núcleo cuneado lateral no bolbo raquidiano; representam o tronco e membro superior; os seus inputs principais são mecanorreceptores nos músculos, articulações e pele; as suas fibras não cruzam.
De forma resumida:
Gânglio dorsal raquidiano (neurónios de 1ª ordem) » Núcleo cuneado da matéria cinzenta (neurónios de 1ª ordem sinaptizam com neurónios de 2ª ordem)» Fibras passam para a coluna lateral e ascendem (neurónios de 2ª ordem)» Núcleo Cuneado Lateral (ou externo) do bolbo raquidiano (neurónios de 2ª ordem sinaptizam com neurónios de 3ª ordem)» Fibras ascendem até parte caudal da protuberância  (neurónios de 3ª ordem)» Pedúnculo cerebelar inferior (neurónios de 3ª ordem) » Vermis e áreas adjacentes do cerebelo (neurónios de 3ª ordem sinaptizam com neurónios de 4ªordem)

#### Tracto Espinocerebelar anterior
Apesar deste tracto tal como o tracto espinhocerebelar posterior conter muita da informação relativa ao membro inferior o espinhocerbelar anterior difere do posterior em três aspectos importantes:
1. Os aferentes deste tracto são mais complexos – eles vêm não só de aferentes musculares do grupo I como também de uma grande variedade de receptores cutâneos, de interneurónios espinhais e de fibras de tractos descendentes. Como resultado, a actividade desta via está mais direccionada para a coordenação do movimento do que simplesmente sinais sensitivos.
2. O tracto é cruzado ao nível da medula espinhal, ao contrário do posterior que nunca cruza.
3. O tracto espinhocerebelar anterior faz um trajecto algo peculiar – ascende rostralmente, depois volta-se dorsalmente e entra no cerebelo através do pedúnculo cerebeloso superior. A maioria das suas fibras voltam a cruzar (cruza e descruza) e deste modo acabam por terminar ipsilateralmente.

Os aferentes desta via tem origem nos níveis de T12 a L5, representam o tronco e extremidade inferior e os seus inputs principais são mecanoreceptores e interneurónios relacionados com o movimento.
As fibras cruzam na medula espinhal e cruzam depois novamente no pedunculo cerebelar superior para atingirem o cerebelo e terminarem ipsilateralmente.
De forma resumida:
Gânglio dorsal raquidiano (neurónios de 1ª ordem) » Lâmina VII da matéria cinzenta (neurónios de 1ª ordem sinaptizam com neurónios de 2ª ordem)» Comissura anterior – fibras cruzam (neurónios de 2ª ordem) » Fibras ascendem até à parte rostral da protuberância (neurónios de 2ª ordem)» Pedúnculo cerebelar superior – fibras cruzam novamente (descruzam) (neurónios de 2ª ordem) » Fibras descem até ao vermis e áreas adjacentes do cerebelo (neurónios de 2ª ordem sinaptizam com neurónios de 3ªordem)

### Via anterolateral
Localizada na metade anterior da coluna lateral e é constituída pelo conjunto de tractos responsável pelo encaminhamento da informação nociceptiva – conjunto de percepções da dor que o organismo é capaz de distinguir conscientemente. Deste modo é responsável pela transmissão das sensações de dor e temperatura. É importante referir que esta via transporta também outras informações extroceptivas ao córtex – nomeadamente o tacto e a pressão.
É formada pelos:
- Tractos espinhotalâmicos- Existem múltiplas vias que transportam a informação extroceptiva para a zona rostral da medula espinhal. Os tractos espinhotalâmicos são responsáveis pelo transporte da informação sobre dor e temperatura.
  - Feixe epinhotalâmico lateral - As fibras nociceptivas, termorreceptivas e algumas mecanorreceptoras entram na medula espinhal pela divisão lateral das raízes dorsais e projectam os seus ramos para o corno posterior, onde sinaptizam com os neurónios da lâmina I, II e III (camada marginal e substância gelatinosa) e estes por sua vez podem depois sinaptizar com neurónios de outras lâmina (até à V). Estes neurónios, de segunda ou de terceira ordem, depois cruzam na linha média na comissura anterior e vão ocupar a via anterolateral do lado oposto. Outras fibras de outros tractos, juntam-se a esta via antero-lateral e tal como a coluna posterior apresentam uma organização somatotópica – as fibras dos segmentos mais caudais ocupam uma posição posterolateral e as fibras de segmentos rostrais um posição anteromedial.

Os neurónios do tracto espinhotalâmico lateral ascendem assim nesta via e atingem o núcleo ventral posterolateral do tálamo, numa organização somatotópica similar à do lemnisco medial. Pensa-se que este tracto tenho um papel importante na consciência da natureza da dor e o local de onde o estímulo que a origina provém.
Existem ainda feixes de fibras espinhotalâmicos que atingem sobretudo a zona do corno intermédio e que se projectam para outras partes do tálamo, sem uma organização somatotópica.
De forma resumida:
Gânglio dorsal raquidiano (neurónios de 1ª ordem)» Divisão lateral das raízes dorsais (neurónios de 1ª ordem)» Laminas I, II e III da matéria cinzenta (neurónios de 1ª ordem sinaptizam com neurónios de 2ª ordem) » (potencial sinapse com outras lâminas – da I à V) (neurónios de 2ª ordem sinaptizam com neurónios de 3ª) » Comissura anterior – fibras cruzam no mesmo nível que o de entrada (neurónios de 2ª ordem ou de 3ª ordem) » Via anterolateral (neurónios de 2ª ordem ou de 3ªordem) » Núcleo ventral posterolateral do tálamo (neurónios sinaptizam com outros neurónios) » Córtex
- Feixe espinhotalâmico anterior - Apesar de não existir nenhuma separação bem delimitada entre o espinhotalâmico lateral com o espinhotalâmico anterior, costumam-se consideram estes dois feixes.

Enquanto o espinhotalâmico lateral era essencialmente responsável pela dor e temperatura, o espinhotalâmico anterior é responsável pela transmissão da informação ao córtex da pressão e do tacto grosso, verificando-se que as suas fibras cruzam um ou dois segmentos acima.;
- Feixe epinhotalâmico dorsolateral - Fibras primárias aferentes fazem sinapse na parte posterior da medula espinhal (lâmina I) com fibras secundárias aferentes. Estas por sua vez cruzam a comissura cinzenta posterior e sobem incorporadas no tracto de Lissauer até ao bolbo lateral (formação reticular do bolbo ventrolateral) e incorporam-se no lemnisco medial até ao VPL do tálamo.
- Feixe espinhocervicotalâmico – As fibras primárias aferentes sinaptizam com os neurónios de segunda ordem nas laminas III a V. Os neurónios de segunda ordem correm por sua vez pelo sulco anterolateral até ao núcleo em frente da coluna posterior da medula – núcleo cervical lateral – depois cruzam no lemnisco medial para depois atingirem o núcleo ventral posterolateral do tálamo onde sinaptizam com os neurónios de terceira ordem. Está relacionada com os apectos motores que advêm da dor.

- Tracto espinhoreticular – fibras dos neurónios de primeira ordem sinaptizam na lâmina VII e as fibras dos neurónios de segunda ordem juntamente com o espinhotalâmico anterior vão ascender para terminar nos núcleos da formação reticular. Projecções que seguem uma via polisináptica, com muitos interneurónios e que atingem o tronco cerebral e a substância reticular. É importante para as alterações no nível de atenção em reposta à dor;
  - Feixe espinhoreticular medial – correm com fibras do feixe espinhovestibular;
  - Feixe espinhoreticular lateral – corre com espinhotalâmico anterior e atinge a substância reticular através de uma via polissináptica;

- Tracto espinhomesencefálico – as fibras primárias aferentes sinaptizam nas lâminas I, II, III, IV e V e as fibras desta via terminam ao nível do mesencéfalo. Desempenham um papel muito importante nos mecanismos intrínsecos do controlo da dor;

- Tracto espinhohipotalâmico – atingem directamente o hipotálamo e são importantes para o controlo autónomo da dor.

## Vias eferentes
- Vias envolvidas em movimentos voluntários:
  - Tracto corticoespinhal

- Tracto corticoespinhal lateral
- Tracto corticoespinhal anterior

- Tracto rubroespinhal
- Tracto reticuloespinhal

- Vias envolvidas em movimentos involuntários:
  - Tracto vestibuloespinhal

- Tracto vestibuloespinhal medial
- Tracto vestibuloespinhal lateral

### Tracto Corticoespinhal
Os neurónios alfa e gama do corno anterior são regulados por centros supraespinhais. Alguns destes centros estão localizados no tronco cerebral  e outros e também os mais importantes no córtex cerebral, particularmente no giro pré-central.
Este tracto é responsável pela grande maioria dos movimentos voluntários e portanto, conscientes.

#### Corticoespinhal lateral
Este tracto é também conhecido correctamente como tracto piramidal e praticamente todas as suas fibras cruzam ao nível nas pirâmides, na decussação das pirâmides. Na medula espinhal este tracto está localizado na metade posterior da coluna lateral, medial ao tracto espinhocerebelar posterior.
As fibras dos neurónios eferentes primários projectam-se do córtex cerebral (giro pré-central e algumas do pós-central) e descem pelo pedúnculo cerebral, parte basal da protuberância e pirâmides do bolbo raquidiano. Nas pirâmides ocorre o cruzamento da grande maioria das fibras e as suas fibras sinaptizam nos cornos anterior ou intermédio da medula espinhal. Assim, deste modo, estas fibras terminam a sinaptizar com neurónios motores ou interneurónios que depois sinaptizam com neurónios motores.
Os neurónios motores alfa, saem pela raiz ventral e enervam o músculo estriado directamente sendo também chamados de neurónios motores baixos. Os neurónios cujos axónios descem do córtex cerebral ou do tronco cerebral e terminam a sinaptizar com neurónios motores alfa directamente, ou indirectamente através de interneurónios, são designados neurónios motores elevados.
De forma resumida: Cortex cerebral (giro pré-central) (neurónios motores elevados) » Pedunculo Cerebral (neurónios motores elevados) » Parte basal da Protuberância (neurónios motores elevados) » Pirâmides do bolbo raquidiano – 80 a 85% das fibras cruzam na decussação lateral das pirâmides (neurónios motores elevados) » Coluna lateral (neurónios motores elevados) » Cornos anterior e intermédio da matéria cinzenta (neurónios motores elevados sinaptizam com neurónios  motores baixos) » Raiz ventral raquidiana (neurónios  motores baixos) » Músculo esquelético (neurónios  motores baixos sinaptizam na junção neuromuscular)

#### Corticoespinhal anterior
Os 15% das fibras que não cruzam na decussação das pirâmides, continuam na coluna anterior. Estas fibras terminam em neurónios motores ou interneurónios na porção medial do corno anterior ou no corno intermédio e afectam principalmente a actividade dos neurónios motores para os músculos axiais.
Muitas destas fibras podem cruzar a comissura branca anterior antes de sinaptizar e apenas cerca de 2 ou 3% nunca chegam a cruzar. A grande maioria termina nos segmentos cervicais e torácicos e por isso desempenham um papel importante no controlo dos movimentos do pescoço e dos ombros.
De forma resumida:
Cortex cerebral (giro pré-central) (neurónios motores elevados) » Pedúnculo Cerebral (neurónios motores elevados)» Parte basal da Protuberância (neurónios motores elevados)» Pirâmides do bolbo raquidiano (neurónios motores elevados)» Coluna anterior – porção mais medial (neurónios motores elevados) » 15% cruzam na comissura branca anterior e 2 a 3% não cruzam » Cornos anterior e intermédio da matéria cinzenta (neurónios motores elevados sinaptizam com neurónios  motores baixos) » Raiz ventral raquidiana (neurónios  motores baixos) » Músculo esquelético (neurónios  motores baixos sinaptizam na junção neuromuscular)

### Tracto rubroespinhal
Origem: Células grandes (magnocelulares) do núcleo rubro. Fibras cruzam ao nivel da comissura tegmentar ventral no mesencefalo.
Tanto o corticoespinhal como o rubroespinhal podem terminar monossinapticamente como polissinapticamente. O corticoespinhal mais monossinapticamente e o rubroespinhal mais polissinapticamente.

### Tracto reticuloespinhal
Proveniente da substância reticular, desce para contribuir na enervação motora voluntária.
São dois feixes:
- Feixe reticuloespinhal medial – importante no estabelecimento da tonicidade e com origem no núcleo gigantocelular do bolbo raquidiano e que sinaptiza na parte medial do corno anterior;
- Feixe reticuloespinhal lateral – cuja origem mais frequente das fibras é ao nível da protuberância. Localiza-se lateral e posterior ao feixe reticuloespinhal medial.

### Tracto Vestibuloespinhal
Com origem no núcleo vestibular do bolbo raquidiano, as suas fibras descem para correr na coluna anterolateral da medula.
O feixe vestibuloespinhal lateral corre nos núcleos mais laterais e o feixe vestibuloespinhal medial corre nos núcleos mais mediais e entra na medula espinhal juntamente com um feixe longitudinal medial proveniente do diencéfalo (o feixe vestibuloespinhal medial está relacionado com a enervação da parte alta do tórax, pescoço e cabeça).
Este tracto é essencial, pois nele caminham os neurónios motores involuntários.

## Reflexos medulares
O circuito reflexivo é então construído na medula espinhal. Um reflexo consiste numa resposta involuntária e esterotipada a um estímulo sensitivo. Todas as vias que traduzem reflexos envolvem pelo menos uma associação entre um neurónio aferente e um neurónio eferente. Com excepção do Strech reflex, todos os outros reflexos envolvem também um ou mais interneurónios.
Os exames neurológicos apresentam várias etapas, uma delas é avaliação de reflexos, por exemplo os reflexos rotuliano, bicipital e aquiliano. Existem variados tipos de reflexos sendo os mais comuns os que levam à tensão, força e flexão.

## Dermátomos
Cada segmento da medula espinhal enerva um dermátomo – aquando do desenvolvimento embrionário cada nervo raquidiano fica relacionado com um sómito o que consequentemente leva a que este nervo tenha relação com a pele, músculos e osso que correspondem a este sómito, enervando estas estruturas, deste modo, apesar de não visível, sabe-se que a medula espinhal é segmentada. Cada nervo raquidiano, com excepção de C1 que apresenta geralmente um gânglio dorsal raquidiano rudimentar, enerva um dermátomo (área cutânea que é enervada por um nervo raquidiano). Este arranjo em dermátomos é particularmente evidente no tronco, onde os pares de dermátomos formam bandas que rodeiam o peito e o abdómen – neste caso pode-se dizer que são um vestígio de uma organização metamérica (são metâmoros). O arranjo dos membros é um tanto mais complexo embora se possam classificar tendo como ponto de partida a existência de planos pós-axial e pré-axial. De uma forma similar a enervação dos músculos esqueléticos é também segmentada. Estes conhecimentos são extremamente úteis para o diagnóstico de certas doenças e lesões nervosas.

## Classificação dos neurónios
Existem vários tipos de neurónios na medula espinhal e podem ser divididos em dois grupos: neurónios de axónio longo e de axónio curto.
Os neurónios de axónio longo podem ser radiculares ou cordonais. Os radiculares vão sair da medula pela raiz anterior do nervo raquidiano e podem dividir-se:
- Neurónios somáticos: têm o corpo celular no corno anterior e inervam músculo esquelético;
- Neurónios viscerais: têm o corpo celular no corno lateral e destinam-se a formar os neurónios pré-ganglionares do Sistema Nervoso Autónomo.

No que diz respeito aos neurónios cordonais, estes vão atingir a substância branca da medula e podem ser de dois tipos:
- Neurónios de projecção: terminam num centro nervoso fora da medula;
- Neurónios de associação: bifurcam-se num ramo ascendente e num descendente e terminam na substância cinzenta da medula espinhal.

Os neurónios de axónio curto permanecem na substância cinzenta em todo o seu trajecto, permitindo a ligação entre fibras aferentes e eferentes. Um exemplo destes neurónios é a célula de Renshaw, que tem como função inibir impulsos oriundos de neurónios motores.

## Lesões
- Lesão da coluna anterior
  - Poliomielite
  - Síndrome do neurónio motor inferior no território muscular que corresponde à área lesada
  - Parálise flácida- Hiporreflexia/hipotonia
- Tabes dorsalis
  - Consequência de neurossífilis
  - Lesão das raízes dorsais
  - Perda da propriocepção consciente
  - Perda do sentido postural
  - Perda da sensibilidade vibratória
  - Perda da capacidade de discriminação entre dois pontos
- Siringomielia
  - Cavidade no canal central da medula
  - Destruição da substância cinzenta intermédia central e comissura branca
  - Interrupção dos tratos espino talâmicos laterais quando estes cruzam o canal central
  - Perda de sensibilidade térmica e dolorosa.
- Cordotomia
  - Dor resistente aos medicamentos em tumores malignos
  - Secção cirúrgica do trato espinho-talâmico lateral acima e do lado oposto ao processo doloroso
- Hemi-secção medular ou síndrome de Brown-Séquard caracteriza-se pela secção horizontal de cerca de metade da medula espinhal. Isto vai levar ao aparecimento de diversos sintomas:
  - Paralisia espástica do lado da secção, por lesão da via córtico-espinhal lateral;
  - Diminuição da propriocepção consciente homolateral, por lesão dos fascículos grácil e cuneiforme;
  - Perda da sensibilidade térmica e dolorosa do lado oposto da secção, por lesão da via espinho-talâmica lateral;
  - Diminuição ligeira do tacto protopático e da pressão contralateral por lesão da via espinho-talâmica anterior.
- A transecção medular total envolve os seguintes sintomas, relativos aos segmentos abaixo do nível de secção:
  - Perda absoluta de sensibilidade;
  - Perda dos movimentos;
  - Perda do tónus muscular;
  - Perda de funções autónomas.
  - Contudo, é possível recuperar alguns movimentos e funções autónomas, mas apenas de forma reflexa.